# Révolution conservatrice (Weimar)
Pour les articles homonymes, voir Révolution conservatrice.
 (janvier 2020).
La mise en forme du texte ne suit pas les recommandations de Wikipédia : il faut le « wikifier ».
Les points d'amélioration suivants sont les cas les plus fréquents. Le détail des points à revoir est peut-être précisé sur la page de discussion.
- Les titres sont pré-formatés par le logiciel. Ils ne sont ni en capitales, ni en gras.
- Le texte ne doit pas être écrit en capitales (les noms de famille non plus), ni en gras, ni en italique, ni en « petit »…
- Le gras n'est utilisé que pour surligner le titre de l'article dans l'introduction, une seule fois.
- L'italique est rarement utilisé : mots en langue étrangère, titres d'œuvres, noms de bateaux, etc.
- Les citations ne sont pas en italique mais en corps de texte normal. Elles sont entourées par des guillemets français : « et ».
- Les listes à puces sont à éviter, des paragraphes rédigés étant largement préférés. Les tableaux sont à réserver à la présentation de données structurées (résultats, etc.).
- Les appels de note de bas de page (petits chiffres en exposant, introduits par l'outil «  Source ») sont à placer entre la fin de phrase et le point final[comme ça].
- Les liens internes (vers d'autres articles de Wikipédia) sont à choisir avec parcimonie. Créez des liens vers des articles approfondissant le sujet. Les termes génériques sans rapport avec le sujet sont à éviter, ainsi que les répétitions de liens vers un même terme.
- Les liens externes sont à placer uniquement dans une section « Liens externes », à la fin de l'article. Ces liens sont à choisir avec parcimonie suivant les règles définies. Si un lien sert de source à l'article, son insertion dans le texte est à faire par les notes de bas de page.
- La présentation des références doit suivre les conventions bibliographiques. Il est recommandé d'utiliser les modèles {{Ouvrage}}, {{Chapitre}}, {{Article}}, {{Lien web}} et/ou {{Bibliographie}}. Le mode d'édition visuel peut mettre en forme automatiquement les références.
- Insérer une infobox (cadre d'informations à droite) n'est pas obligatoire pour parachever la mise en page.

Pour une aide détaillée, merci de consulter Aide:Wikification.
Si vous pensez que ces points ont été résolus, vous pouvez retirer ce bandeau et améliorer la mise en forme d'un autre article.
La « révolution conservatrice » est, selon l’analyse de Louis Dupeux spécialiste de la nébuleuse idéologico-culturelle de l’Allemagne weimarienne, un concept forgé a posteriori, mais qui désigne une réalité établie dans la continuité du nationalisme wilhelmien, renforcé à la fois par le choc de la révolution allemande et de la défaite milliaire à la Grande Guerre. L'expression révolution conservatrice (« Konservative Revolution ») est un terme englobant qui désigne différents courants de pensée comme idéologique, de tendance plutôt nationaliste et conservatrice, caractérisés par leur opposition commune au « système » (nom donné avec mépris ; l'historiographie retient le nom de « république de Weimar »), au libéralisme, au marxisme et à la philosophie des Lumières, et qui se sont développés en Allemagne au cours de la période qui sépare la Première Guerre mondiale et l'arrivée au pouvoir du national-socialisme.
Le terme est formulé pour la première fois en 1927 par Hugo von Hofmannsthal dans un discours sur Les lettres comme espace spirituel de la nation. Mais c'est bien plus tard, au cours de l'après-guerre, à partir de 1949, que l'expression est conceptualisée par Armin Mohler dans sa thèse de doctorat, menée sous la direction de Karl Jaspers, qu'il intitule Die Konservative Revolution in Deutschland 1918-1932.

## Historique
La révolution conservatrice, ce « préfascisme allemand » selon l'expression de Louis Dupeux, est une mouvance théorique qui, en Allemagne entre les deux guerres, précède le nazisme (et s'en distingue fortement). Tous les historiens ne sont cependant pas d'accord sur les liens entre nazisme et révolution conservatrice : Louis Dupeux propose une synthèse des différents points de vue en affirmant que si dans une certaine mesure la révolution conservatrice a « préparé » le nazisme, elle n'y est aucunement assimilable. Stefan Breuer (de) est moins convaincu de l'existence d'un lien direct entre nazisme et révolution conservatrice. Cette dernière est notamment caractérisée par la variété des courants qui s'y rattachent (Ernst Jünger, Carl Schmitt et Ernst Niekisch ne partagent absolument pas la même vision du monde), mais aussi, entre autres, par l'intérêt porté à l'individu et au particulier. Synthèse étrange qu'indique son appellation, ce mouvement est à la fois conservateur en ce qu'il déplore et critique du même geste le déclin de la civilisation et les effets de la modernité aveugle à elle-même, et en même temps révolutionnaire car il ne s'agit pas seulement de prôner un retour à une tradition : sa critique s'énonce d'un point de vue radical et révolutionnaire dans la mesure où son engagement est antibourgeois, antidémocratique et antilibéral. Gilbert Merlio considère en revanche que la révolution conservatrice a clairement fait le lit du nazisme en développant « un climat antidémocratique qui n'a pas permis à la Première République allemande, secouée par la crise, de trouver une légitimité solide auprès du peuple allemand ».
Cette mouvance est un vaste laboratoire d'idées dont le nazisme va s'inspirer dans une certaine mesure. Selon Gilbert Merlio, il est indéniable que le « national-socialisme a trouvé tous les ingrédients de la pureté idéologique (Ideologiebrei) que constitue sa [propre] Weltanschauung parmi les idéologèmes mis en circulations par la révolution conservatrice ». L'étude de cette nébuleuse permet à l'historien de la révolution conservatrice qu'est Louis Dupeux, de distinguer deux courants qui s'enracinent dans la même idéologie et partagent la même haine de la démocratie et des valeurs libérales, mais qui divergent cependant par leur style, comme sur l'idée de l'Allemagne nouvelle que souhaitent ses promoteurs — dans leur vocabulaire : l'Allemagne régénérée décrite face à l'Allemagne dégénérée.
La révolution conservatrice à la fois prolonge et se distingue du traditionalisme allemand. Comme celui-ci, elle est imprégnée de la pensée de la décadence et du déclin (« Kulturpessimismus »), mais elle est réactionnaire en politique et volontariste. Elle a pour projet d'inventer un ordre politique nouveau d'où renaîtrait la civilisation sur son déclin. En un mot, cette nébuleuse idéologique incarnée par la révolution conservatrice est marquée par une idéologie irrationaliste et pangermaniste de l’époque wilhelmienne (Wilhelminismus) requérant une refonte du peuple allemand basé sur un rejet de l’humanisme occidental. De fait, cette révolution conservatrice en tant que « puissant courant contre-révolutionnaire culturelle » de la nouvelle droite intellectuelle allemande est le fruit de la réflexion d’une multitude d’intellectuels, tantôt isolée comme Oswald Spengler, tantôt organisée en groupes ou du moins en cercles de pensée. 
La figure de proue de cette nébuleuse idéologique est un écrivain berlinois, Arthur Moeller van den Bruck. Volontiers classé parmi les écrivains décadents avant 1914 par l'historien Walter Laqueur, il incarne, après la guerre, cette contre-culture d'une droite convaincue qu'il faut renverser les constructions intellectuelles qui minent l'Allemagne depuis les Lumières. Son ouvrage, Le IIIe Reich (Das Dritte Reich), écrit en 1922 et publié en 1923, correspond selon Fritz Stern à une « apothéose des préjugés et des aspirations politiques d’avant guerre ». Cet ouvrage jugé prophétique pour le régime hitlérien n'est que la projection politique ultime de la critique culturelle d’avant guerre, énoncée par Moeller. On comprend dès lors l'ouvrage de Moeller se veut à la fois révolutionnaire, socialiste et prolétaire : révolutionnaire, au sens des jeunes nations ou encore des nations prolétaires, thèmes venus du fascisme italien et plus précisément d'un de ses prédécesseurs, Enrico Corradini. Moeller van den Bruck met en forme une doctrine de l'impérialisme social, réactionnaire et conservateur. Une langue de l'enthousiasme volontaire et vitaliste est mise en œuvre au service d'un projet d'expansion.
L'autre grand penseur de la révolution conservatrice est Oswald Spengler, auteur du Déclin de l'Occident. La philosophie de l'histoire qui est la sienne relève d'une conception organique des civilisations. Seule l'Allemagne peut assurer l'avenir de l'Occident, comme Rome autrefois reprit et releva l'héritage grec. Mais cet empire germanique ne réussira à s'imposer qu'à condition de réconcilier les ouvriers et les conservateurs (Socialisme et prussianisme, 1920).
Cette mouvance de la révolution conservatrice comprend aussi les frères Jünger ainsi que le juriste Carl Schmitt, dont on sait qu'il critique par de nombreux aspects l'État libéral, et fait de la politique d'abord l'art de distinguer l'ami de l'ennemi (c'est-à-dire celui à qui on fait la guerre). Les frères Jünger façonnent leur propre doctrines politiques et idéologique du nationalisme allemand sous la République de Weimar. Ernst Jünger façonne un nationalisme soldatesque basé sur une « conception militaire de l'Histoire » issu de l'irruption des soldats du front sur la scène politique. 
Autre figure importante encore, Ernst Niekisch, fondateur du national-bolchévisme, un ancien social-démocrate de tendance communiste, admirateur de la Russie stalinienne et fasciné par sa capacité à réaliser la « mobilisation totale », thème qui aura un grand avenir dans le nazisme.
Louis Dupeux recense la très importante activité des néoconservateurs au sein du mouvement de la révolution conservatrice, à savoir qu'ils produisent d'une part un nombre impressionnant de revues et publications (plusieurs centaines), et fondent près de quatre cents organisations, qui vont des formations paramilitaires aux ligues, ainsi que de multiples cercles exerçant une influence considérable sur la droite classique, via, par exemple, le « club des Seigneurs » (Herrenklub).

## Les cinq groupes d'après les travaux d'Armin Mohler
Même s'il est difficile de classer un courant multiforme essentiellement composé d'intellectuels aux opinions souvent divergentes, Armin Mohler, dans sa thèse, distingue cinq groupes différents :

### LesVölkischen
Le mot völkisch dérive de Volk, dont la traduction la plus simple est « peuple ». Dans la tradition nationale allemande, le Volk devient une sorte d’entité métaphysique éternelle et renvoie à tout un système de valeurs absolues. Cet usage remonte à Johann Gottfried Herder (1744-1803), qui voit dans « l’âme du Volk » une réalité demeurée inchangée au travers de l’histoire. Reprenant les thèses du publiciste Justus Möser (Histoire allemande, 1773), Herder estime que le peuple allemand doit redevenir conscient de son caractère national d’origine.
Pour les Völkischen, il s’agit avant tout de s’opposer au « processus de désagrégation » qui menace le peuple, et de l’inciter à une plus forte conscience de soi. Les Völkischen mettent l’accent sur la « race », qui est censée fonder la spécificité du Volk. Mais leur conception, voire leur définition de la race est éminemment variable. Les uns la conçoivent d’un point de vue purement biologique, les autres y voient une sorte d’unité exemplaire du « corporel » et du « spirituel ». Il y a en effet une profonde religiosité völkisch, qui cherche généralement à se manifester dans un renouveau religieux antichrétien, soit que l’on proclame un « christianisme germanique » ou une « foi allemande » (Deutschglaube), soit que l’on essaie de ressusciter le culte des divinités anciennes en les replaçant dans une perspective moderne.

### LesJungkonservativen(« jeunes-conservateurs »)
Il y a eu de nombreux cercles distincts de Jungkonservativen : Cercles de Berlin (Moeller van den Bruck, von Gleichen), de Hambourg (Wilhelm Stapel), de Munich (Edgar Julius Jung), de Vienne (Othmar Spann), auxquels s’ajoutent un certain nombre d’isolés. Le point de départ du « néo-conservatisme » est la révolte contre la signature du Traité de Versailles, en juin 1919 : c’est à cette date que le « Club de Juin » (Juni-Klub) est fondé, à Berlin, par Moeller van den Bruck et von Gleichen. L’organe du Club est l’hebdomadaire Gewissen (Conscience), auquel succéderont Der Ring et la Konservative Wochenschrift. Les éditions Ring-Verlag, à Berlin, serviront de local au Juni-Klub, puis au Jungkonservative Klub, en sorte que la Ring-Bewegung (Mouvement de l’Anneau) deviendra très vite synonyme de Mouvement néo-conservateur. Il y aura par la suite des développements d’une très grande complexité. En 1924, en pleine stabilisation du régime weimarien, certains nationalistes allemands affiliés au Club de Juin entendent nouer des alliances auprès du pouvoir avec des partis nationalistes allemands. De fait, le Club de Juin se transforme et se dissout en un Club des Messieurs ; Moeller tombe en dépression nerveuse et se suicide en 1925. Fondé par Heinrich von Gleichen le Herren-Klub (Club des Messieurs) diffuse encore plus son influence au sein du camp des jeunes conservateurs. 
Les Jungkonservativen se préoccupent avant tout de réaliser la « mission du Volk », qui est à leurs yeux l’édification d’un nouvel Empire (Reich). Leurs chefs spirituels, Edgar J. Jung (future victime de la « nuit des longs couteaux »), Arthur Moeller van den Bruck, Heinrich von Gleichen, etc. voient en fait dans le Reich « l’organisation de tous les peuples dans un ensemble supra-étatique, dominée par un principe supérieur, sous la responsabilité suprême d’un seul peuple ». Il ne s’agit pourtant pas de nationalisme. Les Jungkonservativen condamnent le nationalisme, considérant qu’il « transfère au niveau de l’État national les doctrines égoïstes de l’individu ».
Edgar Julius Jung (1894-1934), auteur de l'ouvrage alors classique Die Herrschaft der Minderwertigen et de Sinndeutung der Deutschen Revolution, est considéré comme le porte-parole des Jungkonservativen.

### LesNationalrevolutionäre(nationaux-révolutionnaires)
Les nationaux-révolutionnaires ont presque tous été formés par l’expérience des orages d’acier et le « camaradisme » des tranchées. Pour eux, la « nation » n’est autre que le Volk rassemblé et « mis en mouvement » par la guerre. Les nationaux-révolutionnaires acceptent le progrès technique, non parce qu’ils cèdent à « la dangereuse tentation de l’admirer », mais parce qu’ils veulent « le dominer, et rien de plus ». Il s’agit pour eux, dit l’un de leurs chefs de file, Franz Sauwecker, d'« en finir avec le temps linéaire ». Vivant dans l’interregnum, ils considèrent que le temps du nihilisme positif est venu. Leur élan révolutionnaire et leur formation prussienne se conjuguent pour soutenir leur volonté de détruire « l’ordre bourgeois » ; leur « nationalisme de soldats » ne fait plus qu’un avec le « socialisme des camarades ». Un sentiment tragique aigu de l’histoire et de la vie constitue la toile de fond, sombre et lumineuse à la fois, de leur aventure révolutionnaire.
On doit ici encore distinguer deux sous-courants profondément distincts. D'un côté, on a le « nationalisme soldatique » de gens comme Ernst Jünger, Franz Schauwecker ou Werner Beumelburg, et de l'autre les « nationaux-bolchéviques » (Ernst Niekisch, Karl-Otto Paetel, les frères Otto et Gregor Strasser), dont on a dit qu'ils étaient les « gens de gauche de la droite » (Linke Leute von rechts). On a encore d'autres auteurs et théoriciens qu'Armin Mohler considère comme proches des nationaux-révolutionnaires mais qui n'en font pas totalement partie, comme Friedrich Hielscher.
Robert Steuckers, dans un ouvrage récent, va encore distinguer trois vagues différentes dans l'histoire du sous-groupe du « national-bolchévisme ».

### LesBündischen(membres de groupe de jeunesse)
C’est par contre bien avant la Première Guerre mondiale que le mouvement du Bund a pris son essor, issu, à l’aube du siècle, d’un vaste mouvement de jeunesse (Jugendbewegung), rattaché lui-même au Wandervogel (oiseaux migrateurs), soudaine explosion, sans couleur politique définie, d’un état d’âme ayant déferlé sur l’Allemagne tout entière. Avec le Bund, la jeunesse de l’interregnum découvre obscurément qu’elle a charge d’avenir, et que lui échoit la tâche immense de produire le « retournement du temps historique ». La Bündische Jugend témoigne avant tout d’une attitude devant la vie, commandée par une sorte d’inconscient collectif. Tout à la fois « mouvement de jeunesse » et « société d’hommes », le Bund entend former une élite, certes destinée, à l’âge adulte, à se disperser dans les directions les plus lointaines, mais qui doit faire connaître partout l’état d’âme et les aspirations de la Konservative Revolution. Dans tous les secteurs politiques, à droite, à gauche comme au centre, on voit ainsi fleurir des organisations de jeunesse (et aussi des formations paramilitaires).

### LeLandvolksbewegung(mouvement paysan)
Armin Mohler voit une cinquième tendance de la KR dans la Landvolkbewegung ou « mouvement de la paysannerie », . La revendication corporative du Landvolk, contrainte par les circonstances à se donner une couleur politique, tomba presque irrésistiblement dans l’orbite de la Konservative Revolution, dont les tenants lui avaient prodigué le soutien le plus sincère et les plus vigoureux. Elle fut ensuite insensiblement absorbée par le national-socialisme, du fait de la poussée de l’évolution historique, et de l’action personnelle de Walther Darré, théoricien du Bauernadel (aristocratie paysanne).

## Principaux intellectuels associés à la «révolution conservatrice»
- Joseph E. Drexel (de), Hans Freyer, Stefan George, Heinrich von Gleichen-Rußwurm (de), Martin Heidegger, Friedrich Hielscher, Edgar Julius Jung, Ernst Jünger, Friedrich Georg Jünger, Artur Mahraun, Arthur Moeller van den Bruck, Armin Mohler, Ernst Niekisch, Ernst von Salomon, Helmut Schelsky, Carl Schmitt, Othmar Spann, Oswald Spengler, Eduard Stadtler (de), Wilhelm Stapel, Andreas Paul Weber (de), August Winnig, Giselher Wirsing, Hans Zehrer.

## La révolution conservatrice hors d'Allemagne

### Italie
Le penseur italien considéré comme le plus proche de la révolution conservatrice allemande est Julius Evola,.
Les rapports entre Julius Evola et la révolution conservatrice sont complexes et passent par trois phases différentes. Il est d'abord en contact avec les milieux völkisch, et notamment avec deux de ses courants : d'une part le courant « occultisant », incarné par Herman Wirth, et, d'autre part, le courant « nordiciste », incarné par Hans Günther. Evola participe d'ailleurs au Nordisches Thing de 1934, sorte de congrès de tous les courants völkisch. Mais rapidement, des dissensions de fond émergent entre Evola et les Völkischen. En effet, si le paganisme semble être leur dénominateur commun, il ne recèle pas du tout le même sens dans l'un et l'autre cas. Pour les Völkischen, le paganisme renvoie à un culte de la nature, panthéiste et souvent matriarcal. Pour Evola, en revanche, son paganisme « apollinien » renvoie à un idéal de maîtrise de soi ascétique, à la « virilité spirituelle », à une réaffirmation de la supériorité de l'esprit.
Evola s'est en même temps rapproché d'autres courants, de la revue du Herrenklub (dans laquelle il écrit entre 1932 et 1934) , de la noblesse allemande et des « Jeunes-conservateurs ». Il se lie notamment avec Edgar Julius Jung (1894-1934), Heinrich von Gleichen-Russwurm, le prince Karl Anton von Rohan (1896-1975) et surtout Othmar Spann.
La troisième phase des contacts développés par Evola avec les intellectuels de la révolution conservatrice correspond à ses rapports avec le « Cercle de Hambourg », animé par Wilhelm Stapel.

### Suisse
L'historien et essayiste fribourgeois Gonzague de Reynold, théoricien de l'helvétisme politique et d'une rénovation de la Suisse dans un sens à la fois autoritaire et fédéraliste, peut être considéré comme un « révolutionnaire-conservateur » suisse. Ses idées seront partiellement reprises dans le cadre de la « défense spirituelle ».

### Canada
Ce mouvement d’intellectuels traversa les frontières, dont celles du Canada, durant l'exil d'Otto Strasser à Montréal.

## Annexe